# Енисей (клуб по хоккею с мячом)
«Енисе́й» — российский клуб по хоккею с мячом, представляющий город Красноярск. Выступает в Суперлиге. 11 раз становился чемпионом СССР (1979/80, 1980/81, 1981/82, 1982/83, 1983/84, 1984/85, 1985/86, 1986/87, 1987/88, 1988-89, 1990/91), 5 раз - чемпионом России (2000/01, 2013/14, 2014/15, 2015/16, 2020/21), 4 раза выигрывал Кубок мира (1982, 1984, 2011, 2015).

## История
Основана осенью 1934 года при заводе «Красмашвагонстрой» по инициативе директора А. Субботина. Представляла завод «Красмаш».
В разные годы команда называлась «Строитель Востока» (1934-1938); «Дзержинец» (1938-1941); «Авангард» (1941-1942); «Зенит» (1942-1949); «Металлист» (1950-1960); «Енисей» (с 1960 и по сей день).
Игры проводит на стадионе «Енисей».

## Хоккей с мячом в Красноярске
Условно датой появления в Красноярске хоккея с мячом можно считать 31 января 1928 года. В этот день проходила встреча по русскому хоккею между командой «Железнодорожник» и сборной города — в официальной хронике это первое сообщение об официальном матче.
«В предвоенные годы хоккей с мячом культивировался во многих коллективах физкультуры», — вспоминает Владимир Яковлевич Шевелев, один из первых хоккеистов города, — «В Сибири особенно прославились красноярские динамовцы. В 1940 году они принимали участие в розыгрыше Кубка СССР и дошли до четвертьфинала. В то время это считалось большим спортивным достижением».
После Великой Отечественной войны энтузиаст спорта председатель коллектива физкультуры красноярского комбайнового завода Федор Кустов принялся объединять вокруг себя бывших спортсменов, чтобы создать заводскую команду по хоккею с мячом. Вскоре в Красноярске появилась команда «Трактор», тренировать которую стал Владимир Шевелев. В создавшемся коллективе играли Владимир Шаес, Агей Маркевич, Константин и Николай Якубики, Николай и Анатолий Мартыновы, Петр Логашов, Николай Быцкевич, Анатолий Горбунов, Виктор Кулыгин, Кива Дралюк. К ним присоединились бывшие динамовцы Анатолий Коротченко и Владимир Кузьмин.

## Достижения
- Одиннадцатикратный чемпион СССР 1979/80, 1980/81, 1981/82, 1982/83, 1983/84, 1984/85, 1985/86, 1986/87, 1987/88, 1988-89, 1990/91
- Пятикратный чемпион России 2000/01, 2013/14, 2014/15, 2015/16, 2020/21
- Серебряный призер чемпионата СССР 1989/90
- Серебряный призер чемпионата России 1998/99, 1999/2000, 2002/03, 2017/18
- Бронзовый призер чемпионата СССР 1977/78
- Бронзовый призер чемпионата России 2009/10, 2011/12, 2012/13, 2016/17, 2019/2020
- Обладатель Кубка СССР 1983-84
- Финалист Кубка СССР 1984-85, 1989-90
- Финалист Кубка СНГ 1991-92
- Трёхкратный обладатель Кубка России 1996-97, 1997-98, 1998-99
- Финалист Кубка России 2003-04, 2008, 2009, 2014, 2016, 2017
- Обладатель Суперкубка России 2016, 2017 (осень)
- Финалист Суперкубка России 2015, 2017 (весна)
- Четырёхкратный обладатель Кубка мира 1982, 1984, 2011, 2015
- Финалист Кубка мира 1983, 1985, 2000, 2012, 2017
- Семикратный обладатель Кубка европейских чемпионов 1980, 1983, 1986, 1987, 1988, 1989, 2001
- Финалист Кубка европейских чемпионов 1981, 1982, 1984, 1985[1], 1991[1]

Обладатель Суперкубка Европы (1984), Кубка Стокгольма (1995), Алюминиевого Кубка (1988), Entos Cup (2004).

## Состав
| №  | Амплуа       | Фамилия, имя        | Спортивное звание | Гражданство | Дата рождения |
| -- | ------------ | ------------------- | ----------------- | ----------- | ------------- |
| 1  | вратарь      | Артём Драничников   | МС                | Россия      | 04.08.1990    |
| 20 | вратарь      | Артём Прохоров      | МС                | Россия      | 05.03.1992    |
| 30 | вратарь      | Кирилл Логачев      | 1-й разряд        | Россия      |               |
| 13 | защитник     | Вадим Васильев      | МС                | Россия      | 11.08.1993    |
| 22 | защитник     | Яков Коленко        | КМС               | Россия      | 21.04.2000    |
| 54 | защитник     | Николай Коньков     | МС                | Россия      | 28.06.1997    |
| 91 | защитник     | Артём Ахметзянов    | МС                | Россия      | 16.09.1987    |
| 6  | полузащитник | Егор Щетинин        | КМС               | Россия      | 15.11.2000    |
| 17 | полузащитник | Егор Дашков         | КМС               | Россия      | 23.10.1997    |
| 24 | полузащитник | Тимофей Безносов    | МС                | Россия      | 31.12.1991    |
| 33 | полузащитник | Денис Криушенков    | МС                | Россия      | 10.06.1984    |
| 44 | полузащитник | Роман Шохов         | 1-й разряд        | Россия      | 04.02.2004    |
| 92 | полузащитник | Дмитрий Макаров     | МС                | Россия      | 26.11.1992    |
| 99 | полузащитник | Илья Лопатин        | МС                | Россия      | 07.06.1999    |
| 7  | нападающий   | Сергей Ломанов      | ЗМС               | Россия      | 02.06.1980    |
| 8  | нападающий   | Иван Шевцов         | МСМК              | Россия      | 11.02.1993    |
| 19 | нападающий   | Марат Шарипов       | КМС               | Россия      | 18.06.2002    |
| 25 | нападающий   | Дмитрий Барбаков    | МС                | Россия      | 06.08.1997    |
| 34 | нападающий   | Данил Белокреницкий |                   | Россия      | 22.07.1999    |
| 95 | нападающий   | Игорь Серёдкин      |                   | Россия      | 05.04.2001    |
| 97 | нападающий   | Семён Чупин         | КМС               | Россия      | 11.12.1997    |